# Hèctor López Bofill
Hèctor López Bofill (Badalona, 28 de gener de 1973) és un jurista, escriptor, polític, professor i activista català. El seu nom de ploma és Hèctor Bofill.
Doctor en Dret i professor de dret constitucional a la Universitat Pompeu Fabra, com a poeta es va donar a conèixer l'any 1995 amb el Poema de Calipso. Pertany al grup dels Imparables, antologats al volum Imparables (2004). És col·laborador habitual del diari El Punt Avui i del programa Els matins de TVC.

## Trajectòria política
López Bofill és promotor de la plataforma Sobirania i Progrés, de la Crida Nacional, d'Independentistes d'Esquerres i del Cercle d'Estudis Sobiranistes. També era destacat membre d'Esquerra Independentista, corrent crític d'Esquerra Republicana de Catalunya, que reclamava un canvi de direcció en l'estratègia del partit per recuperar el seu perfil polític com a partit republicà, independentista i d'esquerres. L'11 d'agost del 2010 va manifestar el seu suport a la Solidaritat Catalana per la Independència i anunciava que abandonava ERC. En les eleccions primàries de Solidaritat Catalana per la Independència, celebrades el 4 de setembre de 2010, és escollit cap de llista per la circumscripció de Tarragona, tenint present que té residència a Altafulla. A les eleccions al Parlament de Catalunya de 2017 va ser candidat de Junts per Catalunya a la circumscripció de Tarragona. El 2019 va ser candidat a l'alcaldia d'Altafulla, municipi on resideix, per Junts Per Altafulla (Junts per Catalunya). A les eleccions generals espanyoles del 28 d'abril de 2019, és candidat al Senat, també per Junts per Catalunya, a la demarcació electoral de Tarragona.

## Obres

### Poesia
- Poema de Calipso (Columna, 1996) ISBN 978-84-780996-5-8
- La reconstrucció de l'aristocràcia (Proa, 1999)
- La revolució silenciosa (Proa, 2001)
- 21 poetes del XXI. Una antologia dels joves poetes catalans (Proa, 2001) (Diversos autors)
- Hèctor Bofill (Universitat de Lleida, 2003)
- Imparables (Proa, 2004) (Diversos autors)
- Les genives cremades (Proa, 2004)
- El retorn dels titans (Moll, 2010)

### Narrativa
- L'últim Evangeli (Destino, 2003)
- Neopàtria (Proa, 2006)
- El principi satànic (Proa, 2007)
- Dafne abans de l'alba (A Contra Vent Editors, 2010)
- Germans del Sud (Edicions 62, 2014)
- L'Edat dels Homes (Edicions 62, 2015)

### Assaig
- La independència i la realitat. Bases per a la sobirania de Catalunya (Moll, 2004)
- Dogmàtica Imparable (L'esfera dels llibres, 2005) (amb Sebastià Alzamora i Manuel Forcano)
- La democràcia cuirassada (L'esfera dels llibres, 2005)
- L'endemà de la independència (L'esfera dels llibres, 2006) (amb Francesc-Marc Álvaro, Oriol Bohigas, Xavier Bru de Sala, Francesc de Carreras, Josep Cuní, Miquel Porta Perales, Valentí Puig, Xavier Rubert de Ventós i Albert Sáez)
- Montenegro sí, Catalunya també (Ara Llibres, 2006) (amb Uriel Bertran) ISBN 978-84-962018-3-5
- Independència 2014. El full de ruta d'Esquerra Independentista (Dux Editorial, 2007) (amb Uriel Bertran, Pilar Dellunde, Joaquim Montclús i altres). ISBN 978-84-935933-2-2
- Escac al rei. Una reflexió sobre la monarquia espanyola (Editorial Mina, Col·lecció l'Arquer, 2008) ISBN 978-84-96499-83-6
- Constitucionalisme a Catalunya. Preludi de modernitat (Editorial Tria Llibres, 2009) ISBN 978-84-937618-3-7
- La Trama contra Catalunya (Angle Editorial, 2013)

## Premis literaris
- Recull-Maria Ribas i Carreras de poesia, 1995 per Poema de Calipso
- Premi Jocs Florals de Barcelona, 2001 per La revolució silenciosa
- Josep Pla, 2003 per L'últim evangeli
- Joan Alcover, 2003 per Les genives cremades
- Premi El Temps de les Cireres Vila de Serós, 2007: El principi satànic
- Premi Mallorca de poesia, 2009: El retorn dels titans
- Premi Joanot Martorell de novel·la de Gandia, 2013 per Germans del Sud